# Niederndobrach
Niederndobrach (oberfränkisch: Nidderndohbrich) ist ein Gemeindeteil der Großen Kreisstadt Kulmbach im Landkreis Kulmbach (Oberfranken, Bayern). Niederdobrach liegt in der Gemarkung Höferänger.

## Geografie
Das Dorf liegt an der Dobrach. Die Gegend ist weitestgehend flachhügelig, im Osten befindet sich die bewaldete Anhöhe Martersberg (492 m ü. NHN), im Südwesten der Heidelberg (395 m ü. NHN). Unmittelbar östlich tangiert die Bundesstraße 85 den Ort. Die Kreisstraße KU 3 führt nach Höferänger zur B 85 (0,6 km nordöstlich) bzw. nach Höfstätten (1,4 km südwestlich). Eine Gemeindeverbindungsstraße führt die B 85 kreuzend nach Ziegelhütten (1,5 km südöstlich).

## Geschichte
Der Ort wurde 1361 als „Dabrach“ erstmals urkundlich erwähnt. Dem Ortsnamen liegt ein gleichlautender Gewässername zugrunde. Das Bestimmungswort ist dǫbru (slaw. für Eichenwald), das Grundwort aha (ahd. für Bach, Wasser). 1398 wurde der Ort „Munchdabrach“ genannt zur Unterscheidung von dem 4 Kilometer nordwärts gelegenen „Dabrach“, dem heutigen Grafendobrach. Den Zusatz Munch- erhielt der Ort, weil das Kloster Langheim dort begütert war. 1740 wurde der Ort erstmals „Niederndobrach“ genannt.
Gegen Ende des 18. Jahrhunderts gab es in Niederndobrach 10 Anwesen. Das Hochgericht übte das bayreuthische Stadtvogteiamt Kulmbach aus. Die Dorf- und Gemeindeherrschaft hatte der bambergische Langheimer Amtshof. Grundherren waren der Langheimer Amtshof (1 Mahlmühle, 7 Güter), das Amt I des Rittergutes Kirchleus (1 Gut) und das Rittergut Wernstein (1 Hof).
Von 1797 bis 1810 unterstand der Ort dem Justiz- und Kammeramt Kulmbach. Mit dem Gemeindeedikt wurde Niederndobrach dem 1811 gebildeten Steuerdistrikt Oberdornlach und der 1812 gebildeten Ruralgemeinde Oberdornlach zugewiesen. Infolge des Zweiten Gemeindeedikts (1818) wurde der Ort in die neu gebildete Ruralgemeinde Unterdornlach umgemeindet, die 1955 in Höferänger umbenannt wurde. Am 1. Januar 1974 wurde Niederndobrach im Zuge der Gebietsreform in Bayern nach Kulmbach eingegliedert.

### Einwohnerentwicklung
| Jahr      | 001809 | 001818 | 001861 | 001871 | 001885 | 001900 | 001925 | 001950 | 001961 | 001970 | 001987 |
| Einwohner | 86     | 71     | 92     | 103    | 110    | 114    | 127    | 207    | 190    | 162    | *      |
| Häuser    |        | 13     |        |        | 12     | 16     | 20     | 24     | 30     |        | *      |
| Quelle    | [ 11 ] | [ 8 ]  | [ 12 ] | [ 13 ] | [ 14 ] | [ 15 ] | [ 16 ] | [ 17 ] | [ 18 ] | [ 19 ] | [ 20 ] |

## Religion
Der Ort ist seit der Reformation evangelisch-lutherisch geprägt und nach St. Peter in Kulmbach gepfarrt.